# Rhododendron 'Blue Tit Magor'
Krydsning: Rhododendron impeditum x Rhododendron augustinii
Blomstrer med lilla blomster fra slutningen af april.
Vokser middelkraftigt bredopret. Efter 10 år ca. 100 cm høj.
Tæt rund vækst.
Hårdfør.
Oprindelse: Begge forældrearterne stammer fra Kina.
| Botanik | Spire Denne botanikartikel er en spire som bør udbygges. Du er velkommen til at hjælpe Wikipedia ved at udvide den. |